# 小林秀資
小林 秀資（こばやし ひですけ、1940年3月7日 - 2020年1月9日）は、元厚生省の官僚。元財団法人長寿科学振興財団理事長。名古屋大学医学部卒業。愛知県名古屋市出身。

## 経歴
- 1966年 - 名古屋大学医学部卒業
- 1971年 - 厚生省（後の厚生労働省）入省。大臣官房統計調査部[1]
- 1976年 - 福島県厚生部環境衛生課長
- 1978年 - 医務局総務課
- 1980年 - 三重県保健衛生部長
- 1983年 - 児童家庭局母子衛生課長
- 1985年 - 保健医療局精神保健課長
- 1988年 - 保険局医療課長
- 1990年 - 健康政策局計画課長
- 1992年 - 大臣官房厚生科学課長
- 1992年 - 大臣官房審議官
- 1994年 - 生活衛生局長
- 1996年 - 保健医療局長
- 1998年 - 健康政策局長
- 1999年 - 国立公衆衛生院院長
- 2003年 - （財）長寿科学振興財団理事長
- 2010年 - 瑞宝中綬章受章[2]
- 2020年 - 死去。叙正四位。[3]